# Kia Pride

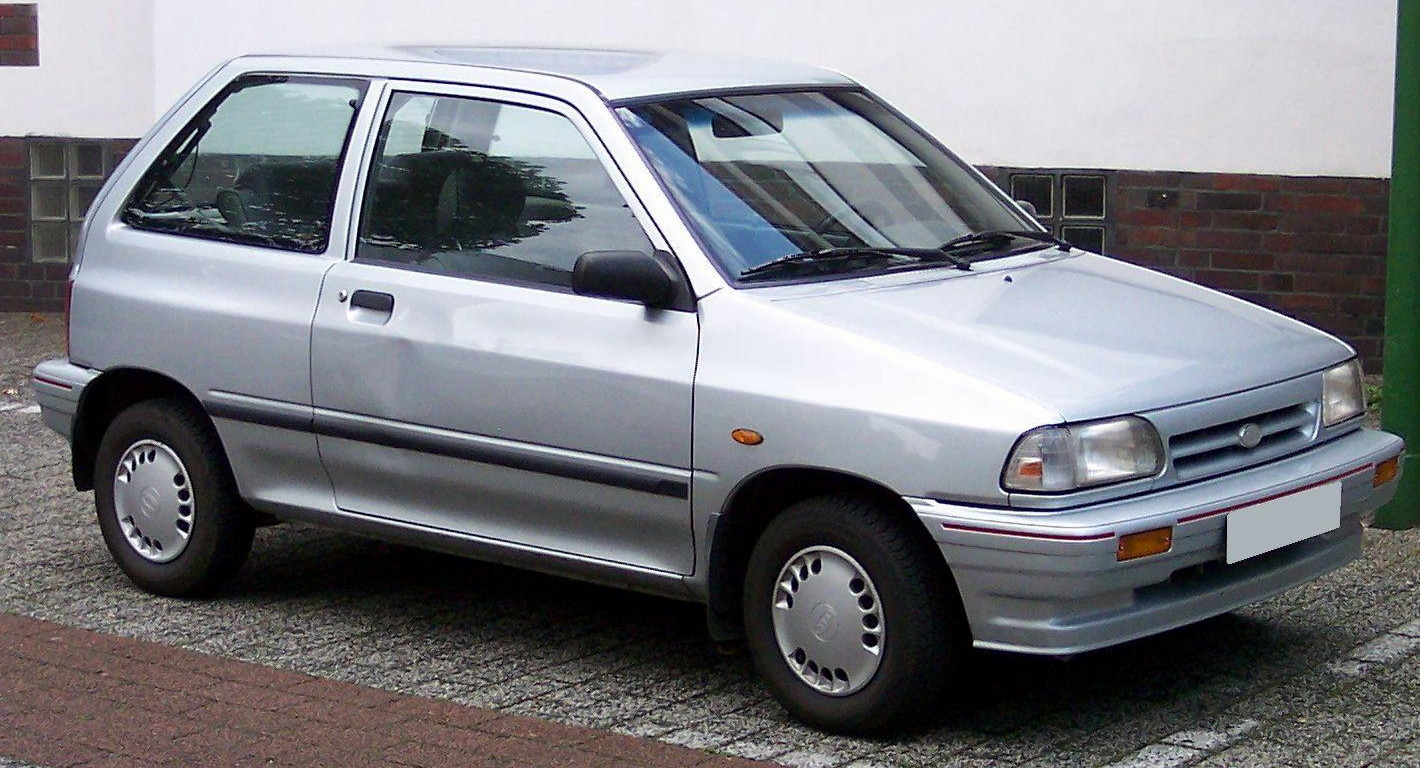
Kia Pride

Kia Pride var en billig småbil tillverkad av Kia under åren 1986-2000. Bilen var i grund och botten en Mazda 121 (Ford Festiva på den amerikanska marknaden). 1995 fick modellen bränsleinsprutning istället för förgasare för att möta EU:s miljökrav. Pride licenstillverkades även i Iran av Saipa.
Pride såldes i Sverige som en lågprisbil några år runt sekelskiftet.